# Euproutia rhodosticta
Euproutia rhodosticta là một loài bướm đêm trong họ Geometridae.